# Tindouf
Tindouf   este un oraș  în  Algeria, situat nu departe de granița cu Maroc, Sahara Occidentală și Mauritania. Este reședința  provinciei  Tindouf.